# Нур'ял-Карамас
Нур'я́л-Карама́с (рос. Нуръял Карамас, марій. Нуръял Корамас) — присілок у складі Моркинського району Марій Ел, Росія. Входить до складу Коркатовського сільського поселення.

## Населення
Населення — 122 особи (2010; 139 у 2002).
Національний склад (станом на 2002 рік):
- лучні марійці — 99 %